# Bazilika Panny Marie (Candelaria)
Bazilika Panny Marie (oficiálně celým názvem doslovně Bazilika a královská mariánská svatyně Panny Marie v Candelarii, španělsky Basílica y Real Santuario Mariano de Nuestra Señora de la Candelaria) je velký římskokatolický chrám ve městě Candelaria v obci Candelaria na španělském ostrově Tenerife (Kanárské ostrovy).

## Popis
Jedná se o jeden z nejdůležitějších chrámů zasvěcených Panně Marii na Kanárských ostrovech, zároveň je hlavním poutním místem celého souostroví. 24. ledna 2011 udělil papež Benedikt XVI. chrámu titul „basilika minor“.
Současná budova baziliky byla vystavěna mezi roky 1949 a 1959 a byla zasvěcena Panně Marii Candelárské, patronce Kanárských ostrovů. Svojí kapacitou 5000 osob se řadí mezi největší španělské chrámy. Naproti bazilice se nachází rozlehlé Náměstí kanárské patronky (španělsky „Plaza de la Patrona de Canarias“), na jehož východní straně jsou umístěny sochy 9 guančských králů (před příchodem Španělů na ostrově žili Guančové, Tenerife bylo rozděleno na 9 království, tzv. „menceyatos“).

## Fotogalerie

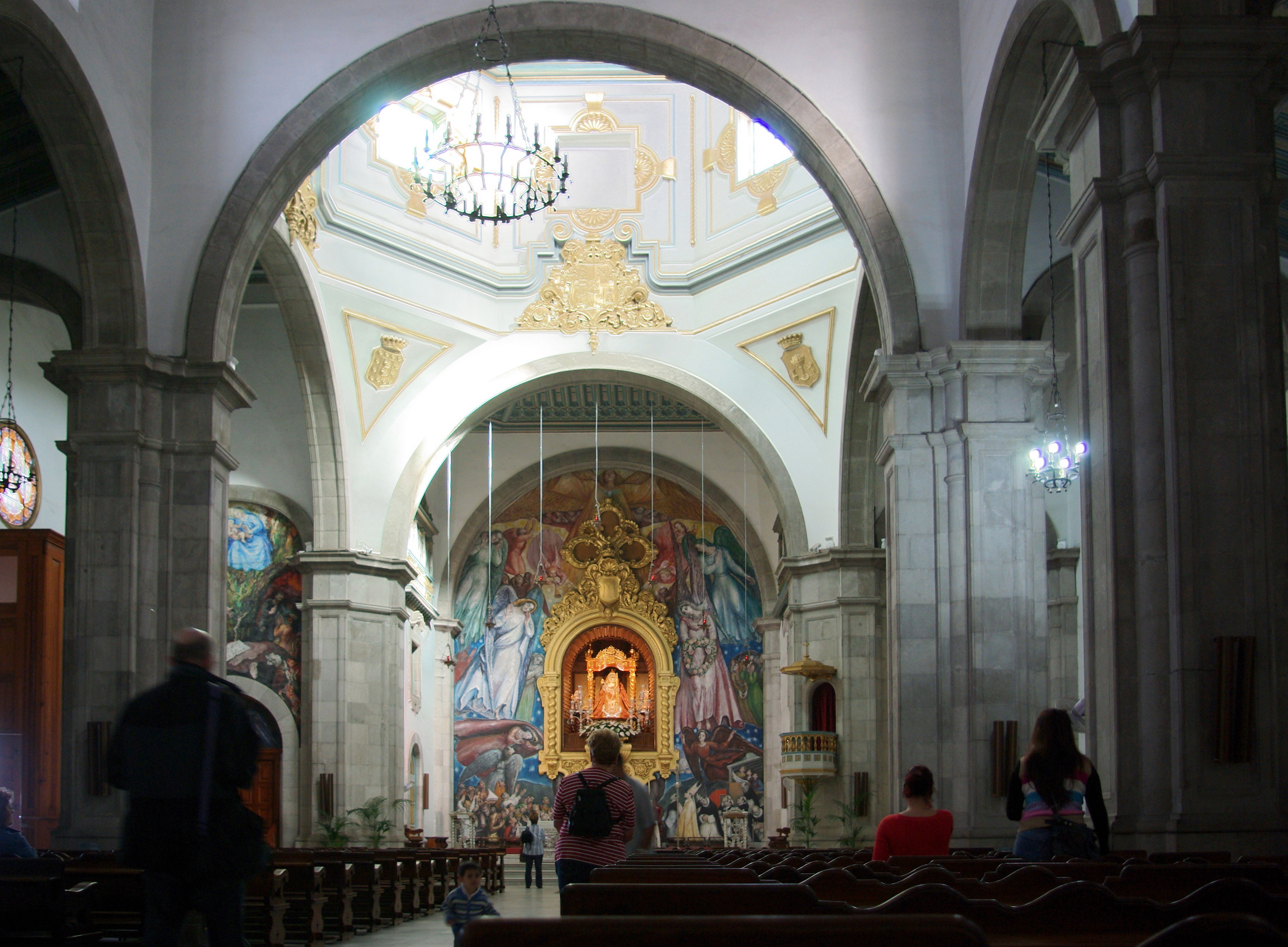
interiér baziliky
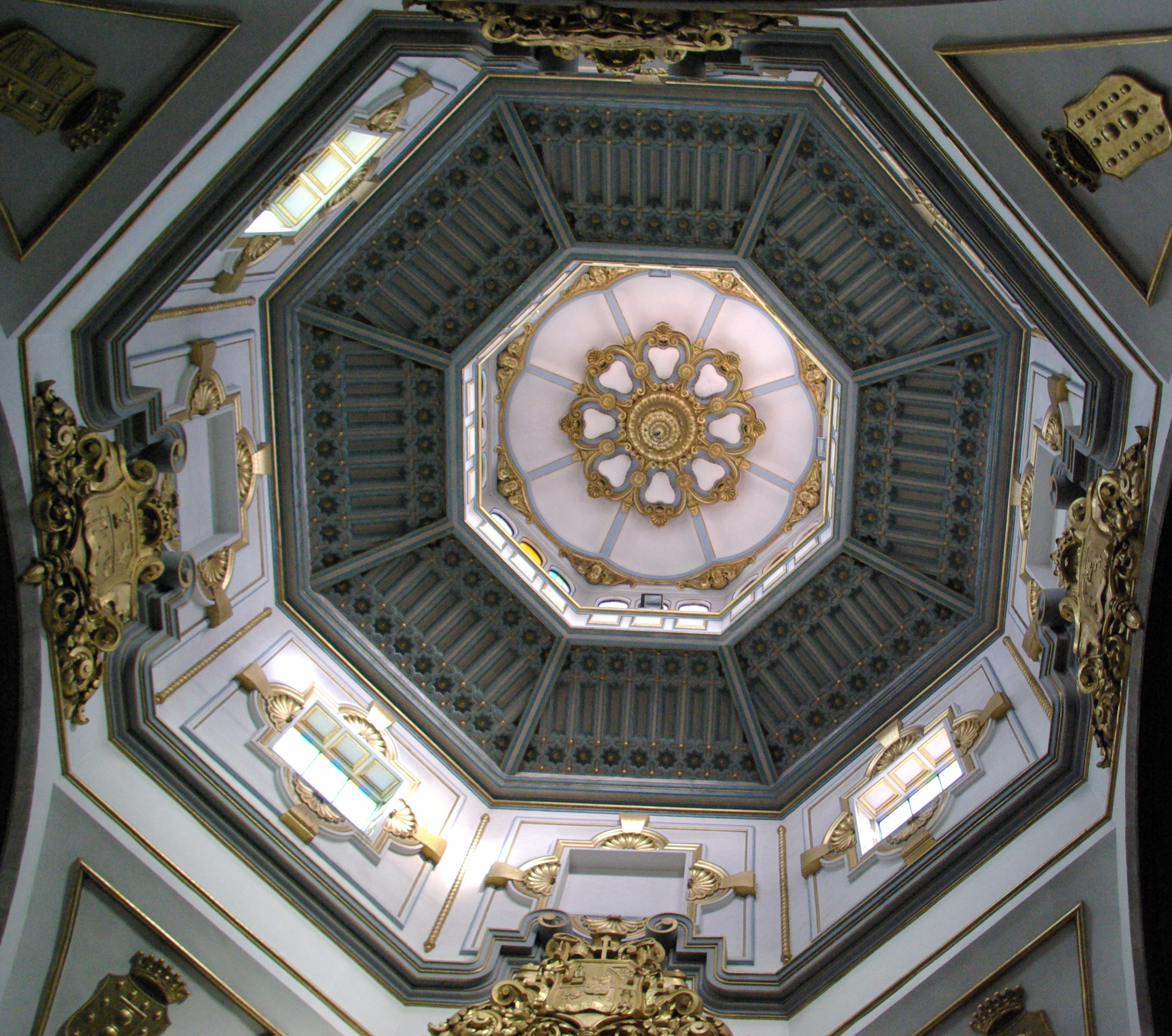
kopule
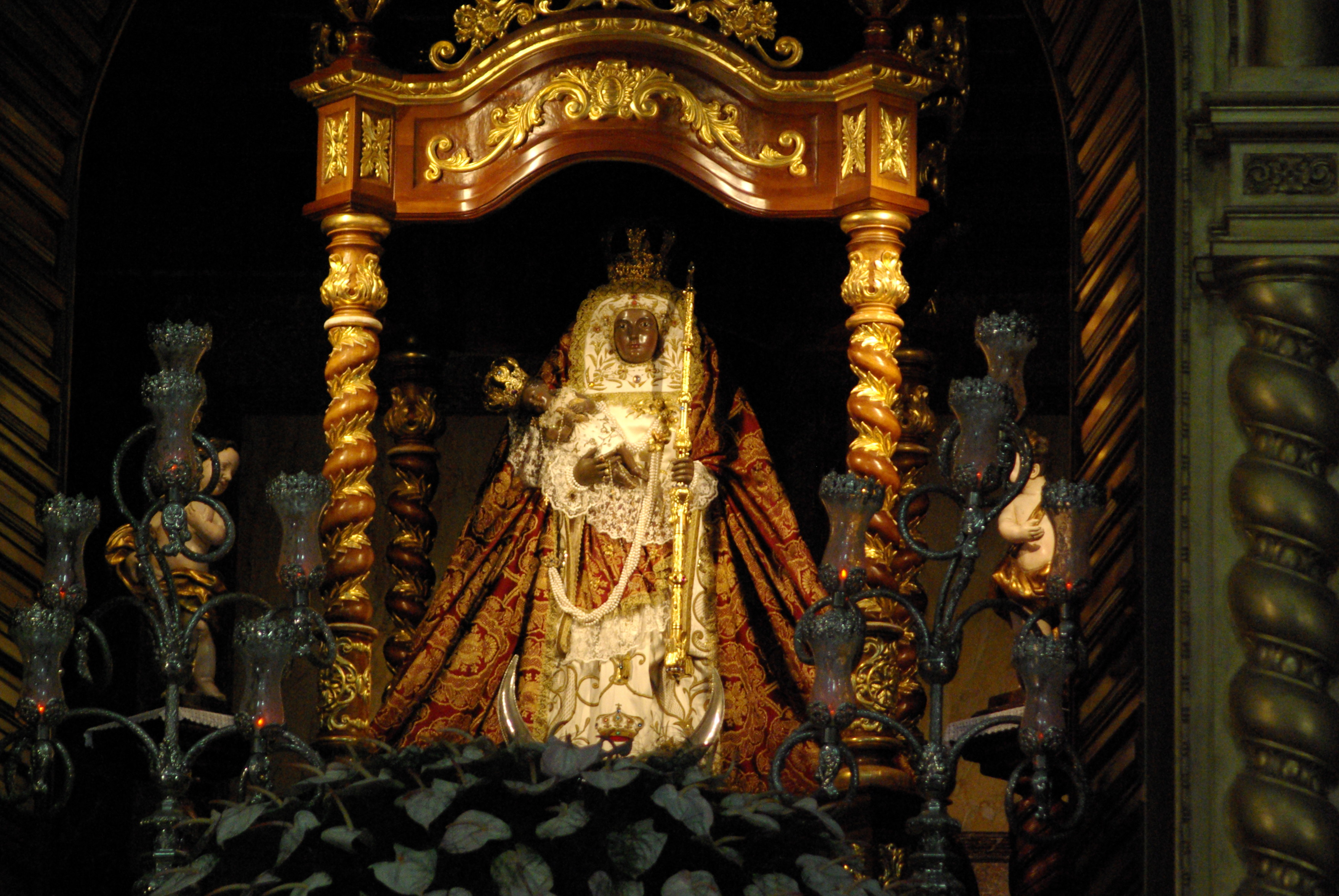
soška Panny Marie Candelárské
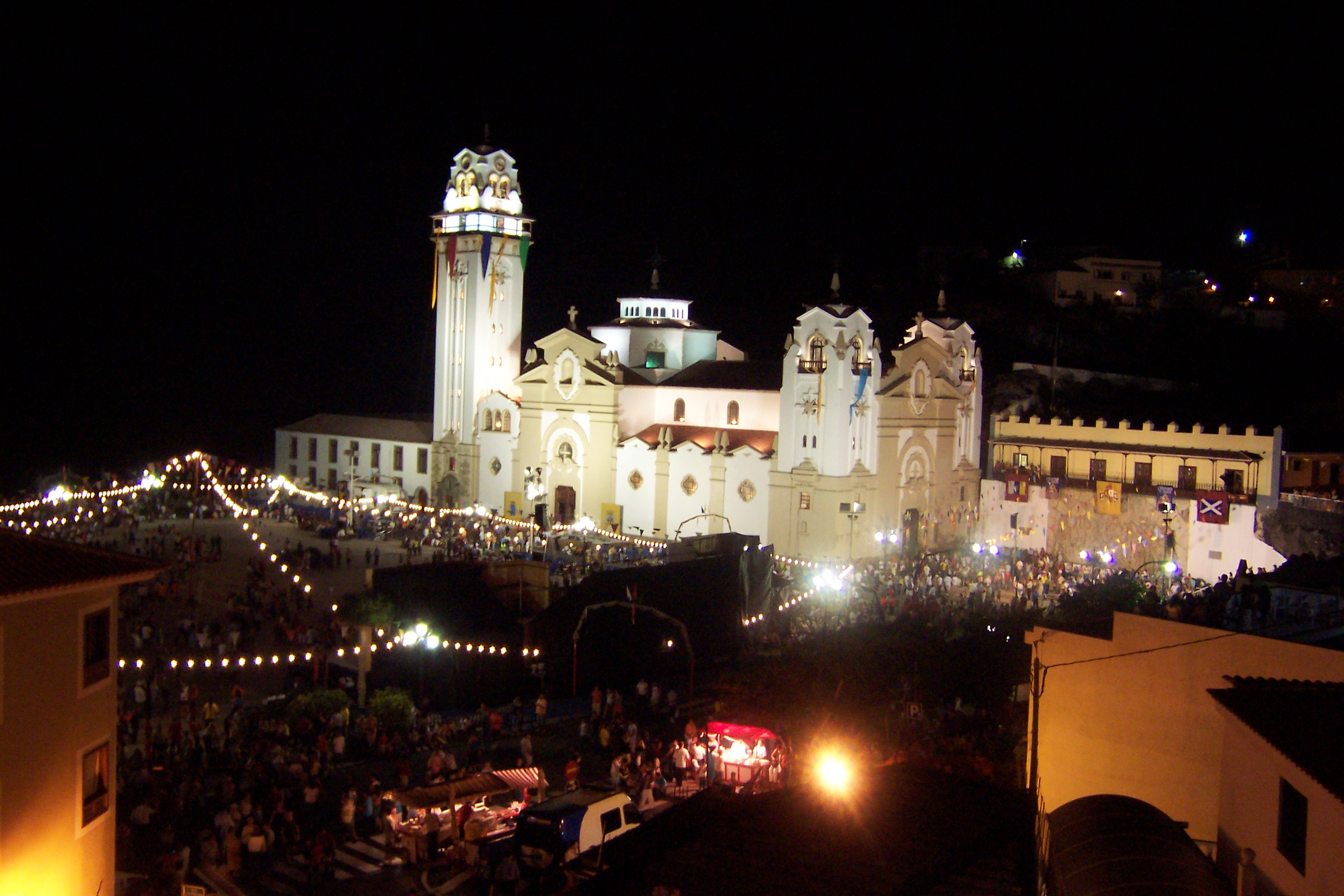
noční pohled na baziliku